# Pompiloidea
Pompiloidea es una superfamilia de avispas del orden Hymenoptera. Hay por lo menos cinco familias y 290 especies descritas.

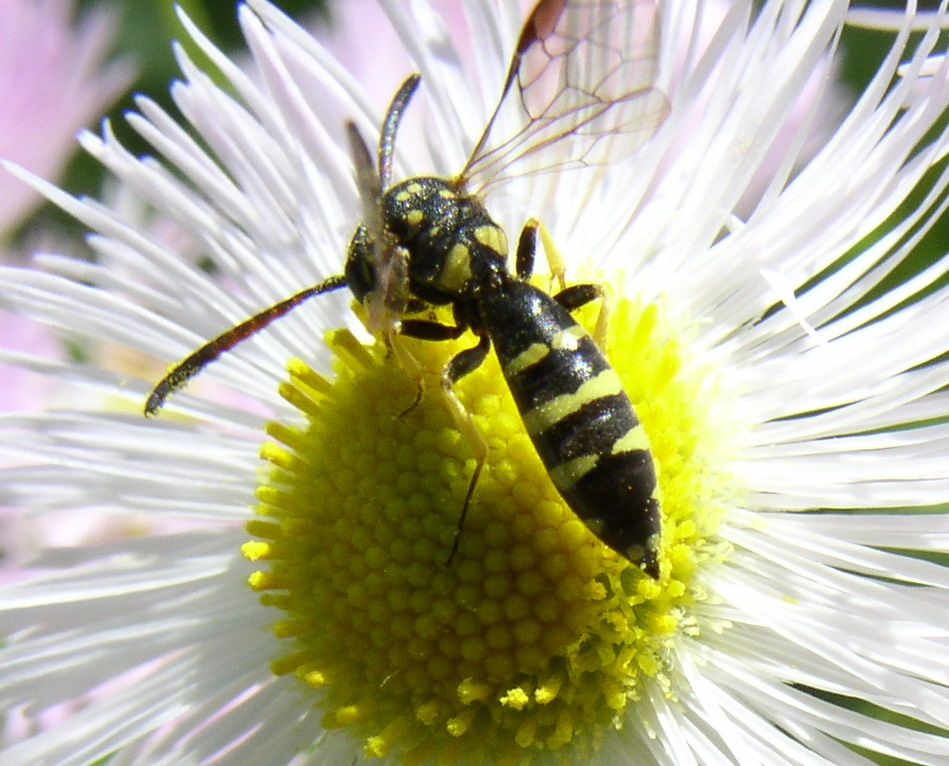
Sapyga centrata

## Familias
- Mutillidae (hormigas de felpa)
- Myrmosidae
- Pompilidae (avispas de las arañas)
- Sapygidae
- † Burmusculidae (extincto)[3]